# Híbrido (biología)

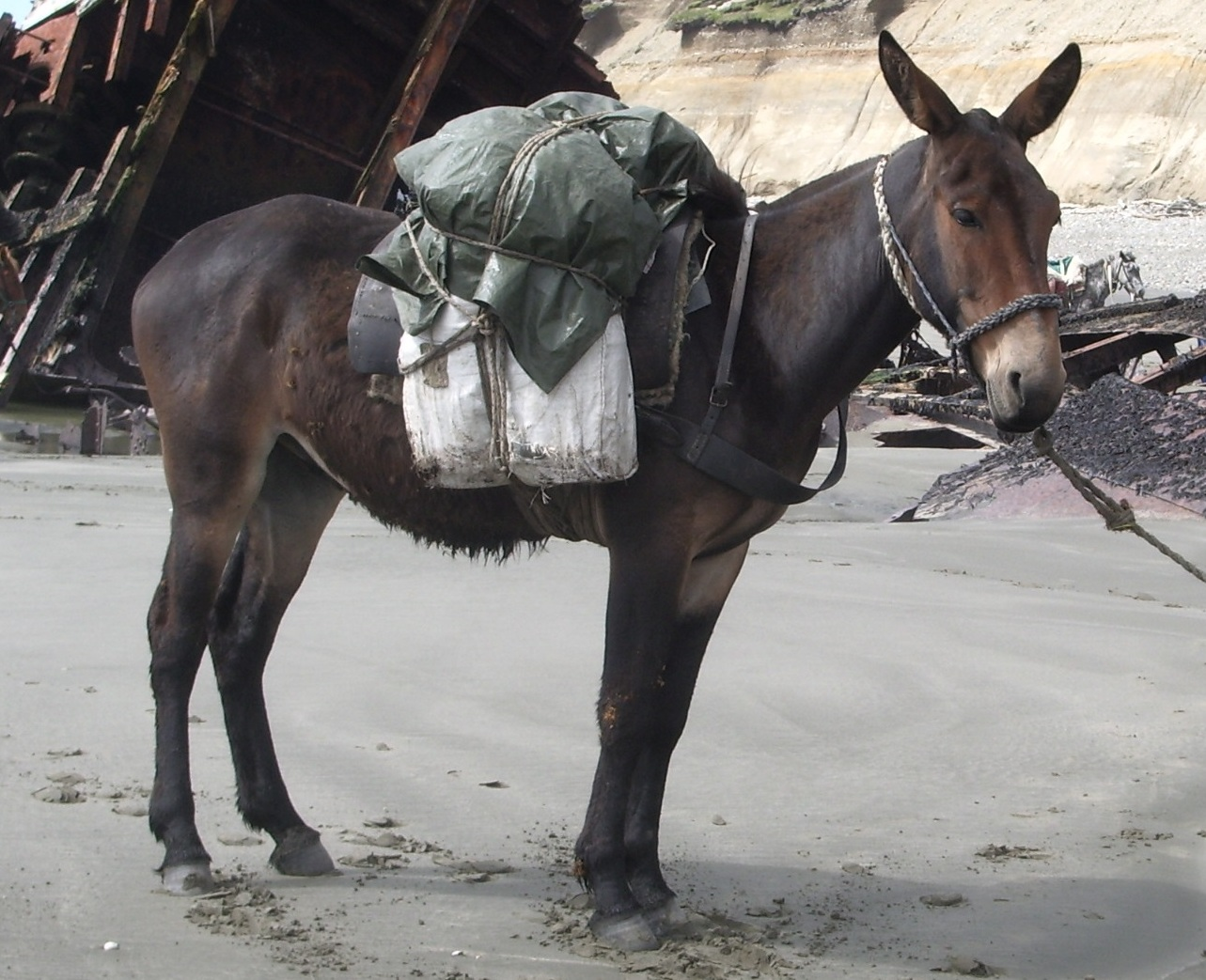
La mula es un híbrido estéril entre un asno (burro macho) y una yegua (caballo hembra). Las mulas son más pequeñas que los caballos pero más fuertes que los burros, lo que las hace útiles como animales de carga.

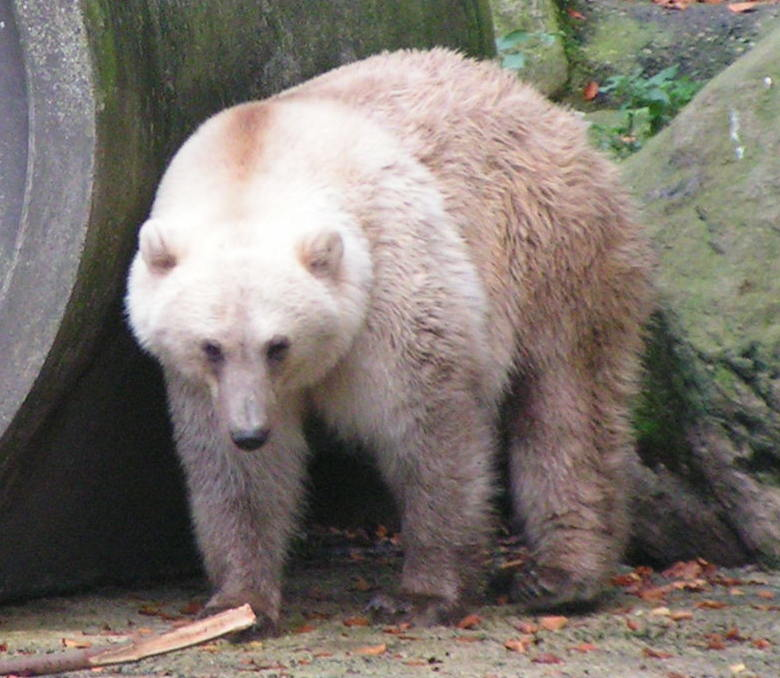
El Grolar es un híbrido raro entre un oso pardo y un oso polar.

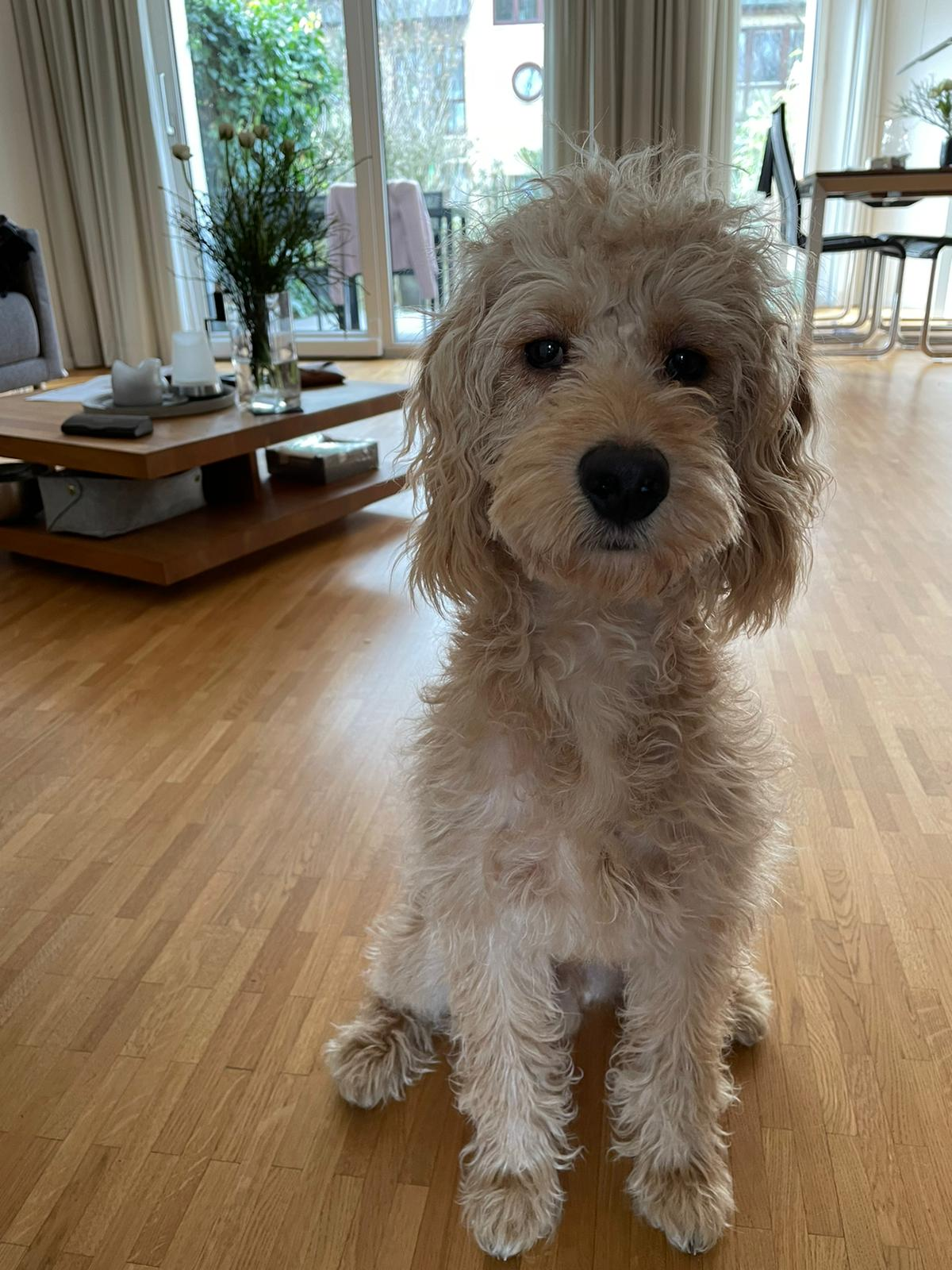
El Labradoodle es una raza canina híbrida entre un Labrador Retriever y un Poodle.

En biología, un híbrido es un organismo de un animal o vegetal procedente del cruce de dos organismos por la reproducción sexual de variantes o poblaciones (antes llamadas razas), las especies o subespecies distintas, o de alguna o más cualidades diferentes. 
Los híbridos entre caballo y asno, oveja y cabra, perro y lobo, cerdo y jabalí han sido algunos de los más conocidos a lo largo de la Historia.

## Características
Muchos de los híbridos generados entre especies diferentes nacen estériles. La utilidad, al ser humano, de este tipo de híbridos radica en que son más fuertes, productivos, etc (por la combinación de cualidades ofrecidas por sus progenitores) y, por tanto, más adecuados que estos en su explotación específica (alimenticia, de transporte, etc).
Genéticamente los híbridos son organismos heterocigotos por poseer genes para rasgos distintos, que pueden ser tanto recesivos como dominantes, heredados de sus progenitores. Cuando hay falta de genes dominantes entre sus alelos, se manifiestan en ellos los caracteres recesivos.
Muchos de los animales hipotéticos tratados como supuestos críptidos resultaron ser —o se especula que en realidad sean— individuos híbridos de especies simpátricas.

### Nombres dados a los híbridos
Los híbridos generalmente se nombran según una convención; en primer lugar una parte del nombre correspondiente al nombre de la especie del padre más una segunda parte correspondiente al nombre de la especie de la madre.[cita requerida]
Los híbridos de plantas reciben un nombre botánico acorde con el Código Internacional de Nomenclatura para Plantas Cultivadas, que complementa al Código Internacional de Nomenclatura Botánica en lo que respecta a híbridos y cultivares.

### Formación de híbridos
Se habla de hibridación de subespecies o variedades geográficas y de varianes obtenidas artificialmente producidas por dos métodos:
- Hibridación natural: cuando el híbrido se cruza en ambientes naturales, sin intervención humana.
- Hibridación artificial: cuando el híbrido se logra por un mecanismo como puede ser un inseminador artificial, o simplemente porque en estado de cautividad el hombre aparea animales. En el caso de vegetales se utiliza el procedimiento de polinización artificial.

Cíbrido: se trata de una célula viable que resulta de la fusión de un citoplasto (citoplasma tras la enucleación celular) con una célula completa.

## Ejemplos de híbridos

### Animales

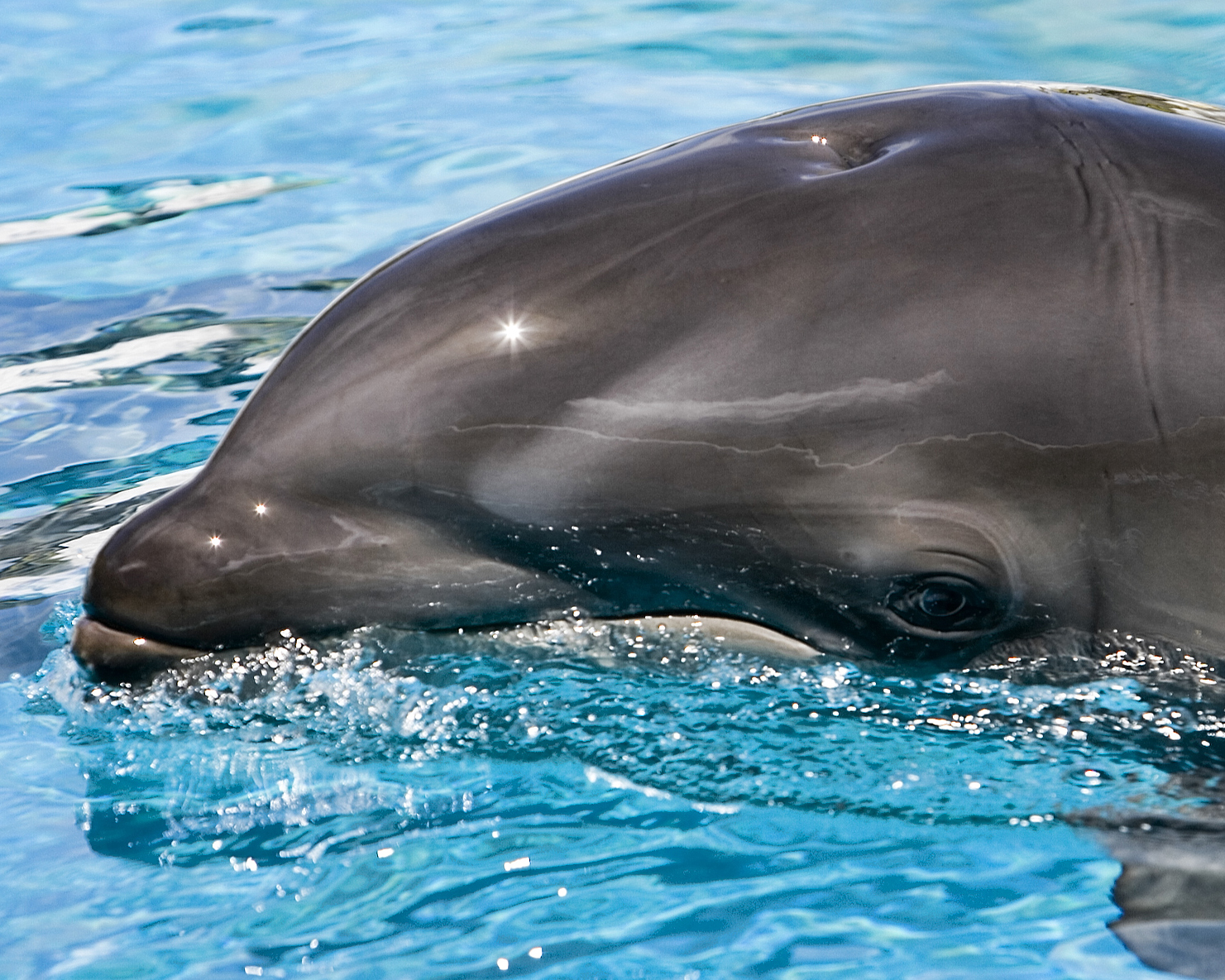
Balfín

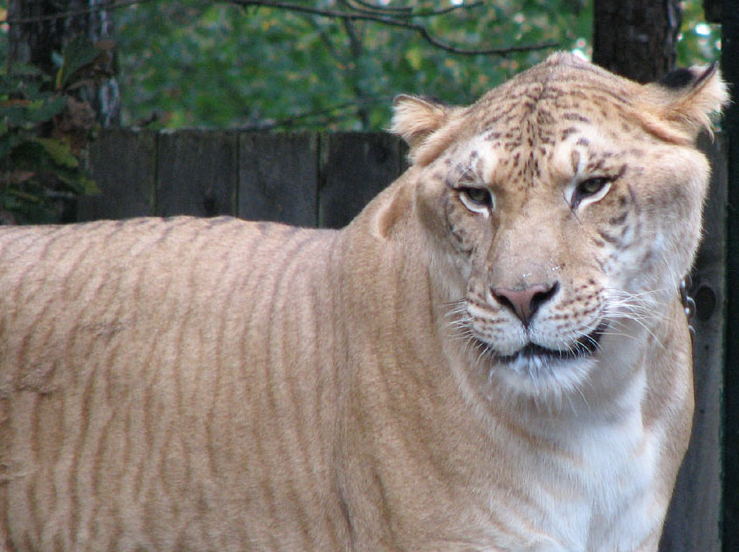
Ligre

| - Balfín: Delfín nariz de botella hembra y falsa orca macho. - Beefalo: Bisonte macho y vaca doméstica. - Bengala: Gato doméstico y gato de bengala. - Burdégano: Caballo y asna. - Cama: Camello y llama hembra. - Caraval: Caracal macho y serval hembra. - Cebrallo o zebrallo: Cebra macho y yegua. - Cebrasno o zebrasno: Cebra y asno. - Coydog :Coyote macho y perra hembra doméstica. | - Coywolf: Coyote y lobo. - Dzo: Yak macho y vaca doméstica. - Dingodog o dingodo: dingo y Perro . - Grolar: Oso Grizzly y oso polar. - Jaglión: Jaguar macho y leona. - Yakalo: Yak y bisonte americano. - Leopón: Leopardo macho y leona. - Ligre o Tigón: León-leona y tigre-tigresa. - Motty: Elefante asiático y elefante africano. Solo hubo un caso comprobado. - Mula: Yegua y burro (asno). - Pumapardo: Puma macho y leopardo hembra. - Narluga: Narval y Beluga. | - Gato Savannah: Gato y Serval. - Servical: Serval macho y caracal hembra. - Tigardo: Tigre macho y leopardo hembra. - Perrote: Perro macho y coyote hembra. - Perro lobo: Perro y lobo europeo. - Perro lobo checoslovaco: Perro (Pastor alemán) y lobo europeo. - Red Parrot: pez midas y Amphilophus labiatus. - Mulard: pato mandarín y ánade real. - Cabreja: cabra y oveja. - Zubrón: Ganado vacuno y bisonte europeo. |

### Vegetales

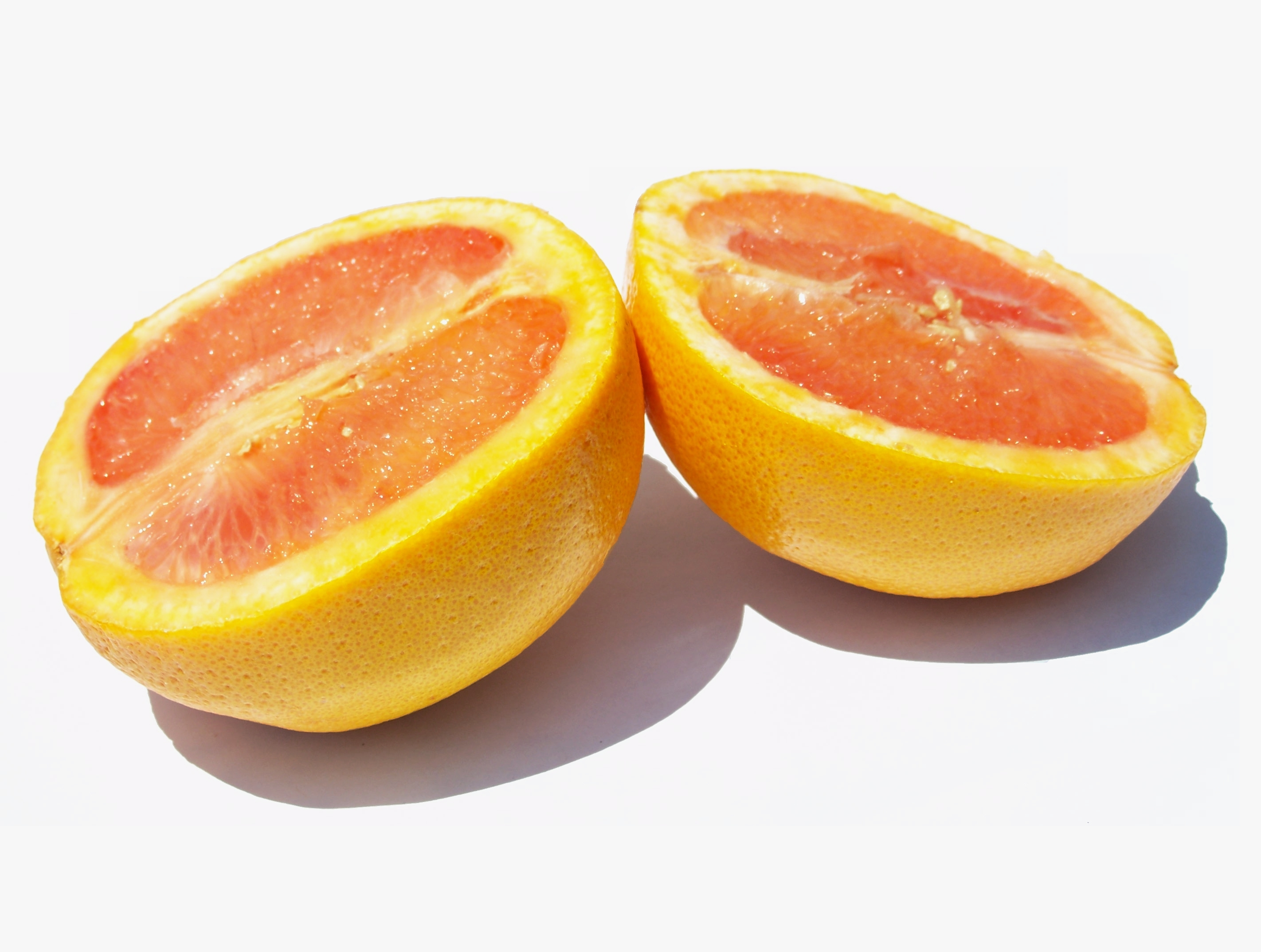
Citrus × paradisi (conocido como toronja o pomelo), híbrido entre la pampelmusa y la naranja dulce.

| - Aesculus × carnea - Citrus × aurantium - Citrus ichangensis - Citrus × limonia - Citrus × limon (limón) - Citrus × paradisi (toronja) - Citrofortunella - Clementina - Colinabo - Cupressus leylandii (x Cupressocyparis leylandii) - Epidemium × rubrum - Mentha × piperita | - Musa × paradisiaca - Pericallis × hybrida - Platanus × hispanica - Raphanobrassica - Sorghum × drummondii - Spirea × Bumalda - Triticale - Uva Tempranillo - Carolina Reaper (pimiento) - Dragon's Breath (pimiento) |

## Hibridación en el ser humano
A partir del análisis genético, se ha postulado que en la genealogía humana, además de haberse producido una introgresión en varias ocasiones (ejemplo de ello, el cromosoma Y actual más antiguo (cromosoma-Y A00), el cual se remontaría hasta los Homo sapiens arcaicos (hace unos 340 000 años aprox.)), también se habría producido hibridación con otras especies homínidas más antiguas, tales como el Homo neanderthalensis (de un 1% a un 4% de genes neandertales por persona, principalmente en Europa), y con el Homínido de Denisova (la población local que vive actualmente en Papúa Nueva Guinea, en el Sudeste Asiático, le debe al menos el 3% de su genoma por persona a los Homínidos de Denisova). Incluso al analizar el porcentaje total de ADN del Homo neanderthalensis dentro de la población humana actual no africana (no dentro de un solo individuo actual), este porcentaje aumenta significativamente a un 20%.
En el caso del genoma neandertal heredado en el ser humano actual, este estaría relacionado con genes de adaptaciones ambientales (como los de la piel), pero también implicado en enfermedades como la diabetes tipo 2, la enfermedad de Crohn, el lupus y la cirrosis biliar.

## Hibridación en los chimpancés
En 2016 un estudio demostró que los chimpancés y los bonobos tuvieron un proceso de hibridación en dos ocasiones. Hace unos 500 000 años, los bonobos se cruzaron con el grupo que originó los actuales chimpancés centrales y orientales. La segunda hibridación ocurrió hace unos 200 000 años. Como resultado, algunas subespecies de chimpancé actuales llevan hasta un 1 % de ADN bonobo.

## Híbridos ficticios en la mitología
En el folclore y la cultura popular de algunos países se muestran algunas criaturas con partes de varios animales y bestias mitológicas, descritos como perfectos híbridos  y/o quimeras (por ejemplo, el hipogrifo es el híbrido de un grifo y un caballo alado, y el Minotauro es el híbrido entre Pasífae y el Toro de Creta). Todos estos están formados por dos o más animales, bestias míticas, e incluso, humanos. Algunos no tienen referencia de haber nacido de 2 seres o más, por ejemplo las Arpías y las sirenas, en tal caso no serían "híbridos", ya que no serían un cruce entre los animales que los componen, sino simplemente una mezcla.

### Ejemplos de híbridos ficticios

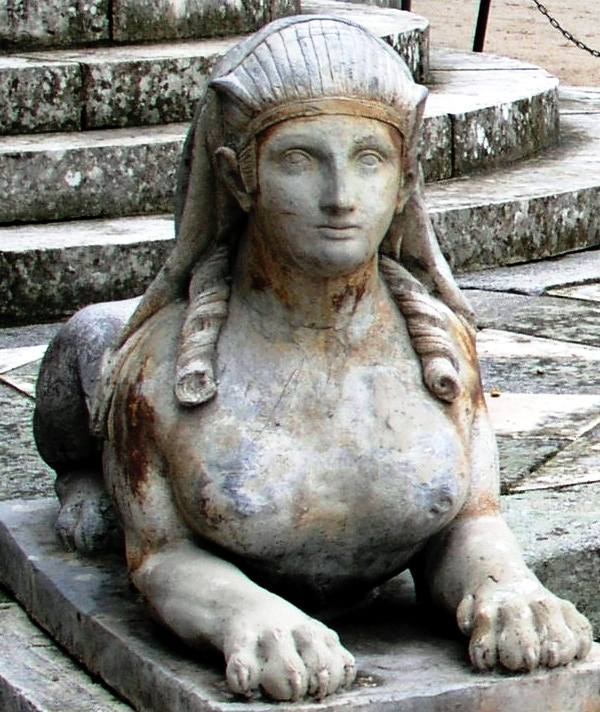
Estatua de una Esfinge

- Gatonejo o Cabbit: Gato y conejo. Forma simpática e ingenua en que se denomina al gato Manx, gato doméstico originario de la isla de Man, que carece de cola y cuyas patas se desarrollan mucho más para poder guardar el equilibrio.
- Centauro: Kentauros y yeguas magnesias.
- Esfinge: Ortro y Quimera.
- Hipogrifo: Caballo y Grifo.
- Minotauro: hijo de Pasífae y el Toro de Creta.
- Tomacco: Tomate y tabaco, (existe pero es un injerto entre dichas plantas, no un híbrido).